# Prêmio Rollo Davidson
O Prêmio Rollo Davidson (em inglês:  Rollo Davidson Prize) é um prêmio anual destinado a probabilistas.

## História
Em 1970 Rollo Davidson, um fellow do Churchill College (Cambridge) morreu no Piz Bernina, uma montanha na Suíça. Em 1975 o Churchill College estabeleceu um fundo em sua memória, dotado inicialmente pela publicação em sua memória de dois volumes de artigos, editado por E. F. Harding e D. G. Kendall. O Rollo Davidson Trust um prêmio anual a jovens probabilistas desde 1976, e organiza palestras ocasionais em memória de Davidson.

## Laureados
- 1976 Brian Ripley
- 1977 Olav Kallenberg
- 1978 Zhen-ting Hou
- 1979 Francis Patrick Kelly
- 1980 David Aldous e Erik Jørgensen
- 1981 John Charles Gittins
- 1982 Rouben Ambartzumian e Persi Diaconis
- 1983 Ed Perkins
- 1984 Martin Thomas Barlow e Chris Rogers
- 1985 Piet Groeneboom e Terry Lyons
- 1986 Peter Gavin Hall e Jean-François Le Gall
- 1987 Yao-chi Yu, Jie-zhong Zou e Andrew Carverhill
- 1988 Peter Baxendale, Imre Ruzsa e Gábor J. Székely
- 1989 Geoffrey Grimmett e Rémi Léandre
- 1990 Steven Neil Evans
- 1991 Alain-Sol Sznitman
- 1992 Krzysztof Burdzy
- 1993 Gérard Ben Arous e Robin Pemantle
- 1994 Thomas Mountford e Laurent Saloff-Coste
- 1995 Philippe Biane e Yuval Peres
- 1996 Bruce Driver e Jean Bertoin
- 1997 James Norris e Martin Schweizer
- 1998 Davar Khoshnevisan e Wendelin Werner
- 1999 Raphaël Cerf e Gareth Roberts
- 2000 Kurt Johansson e David Wilson
- 2001 Richard Kenyon
- 2002 Stanislav Smirnov e Balaji Prabhakar
- 2003 Alice Guionnet
- 2004 Alexander Holroyd e Itai Benjamini
- 2005 Olle Hãggstrõm e Neil O'Connell
- 2006 Scott Sheffield
- 2007 Remco van der Hofstad
- 2008 Brian Rider e Bálint Virág
- 2009 Grégory Miermont
- 2010 Sourav Chatterjee e Gady Kozma
- 2011 Christophe Garban e Gábor Pete
- 2012 Vincent Beffara e Hugo Duminil-Copin
- 2013 Eyal Lubetzky e Allan Sly
- 2014 Paul Bourgade e Ivan Corwin
- 2015 Nicolas Curien e Jason P. Miller
- 2016 Omer Angel, Jean-Christophe Mourrat e Hendrik Weber

## Palestras Rollo Davidson
- 1996 Persi Diaconis
- 2001 Wendelin Werner
- 2010 Stanislav Smirnov